# Аберації оптичних систем

Сферична аберація

Кома

Хроматична аберація

Аберáція (лат. aberratio — відхилення) — дефект, похибка зображення в оптичній системі. Аберації оптичних систем проявляються в тому, що зображення втрачає чіткість і не точно відповідає зображуваним об'єктам формою чи кольором.
Найпоширенішими є геометричні аберації:
- сферична аберація — дефект зображення, при якому промені, що проходять поблизу оптичної осі системи і промені, що проходять на віддалі від оптичної осі не збираються в одну точку;
- кома — аберація, що виникає при косому проходженні променів через оптичну систему;
- астигматизм — виникає при проходженні через систему хвилі зі сферичним хвильовим фронтом, у випадку, коли пучки променів з однієї точки не перетинаються в одній точці а розташовуються в двох взаємно перпендикулярних відрізках;
- дисторсія — аберація, що призводить до геометричної невідповідності між об'єктом та його зображенням.

Також до аберацій відносять кривину поля зображення, коли зображення плоского об'єкта створюється не на площині, а на увігнутій (чи опуклій) поверхні. Ця аберація викликає нерівномірну різкість фотографічного зображення — коли зображення добре сфокусовано в центрі, то на краях воно буде розмитим (або навпаки).
Поряд із геометричними існують інші види аберацій, такі як:
- хроматична аберація, пов'язана з різницею показників заломлення для світла різного кольору;
- внаслідок хвильової природи світла виникає також дифракційна аберація — зображення монохроматичної світної точки, що лежить на осі системи, має вигляд світлої плями, оточеної концентричними кільцями, інтенсивність яких послідовно зменшується;
- термооптична аберація — виникає внаслідок неоднорідних температурних змін різних частин оптичного приладу. Виявляється в зміні розташування та розмірів зображення.

Оптична система може мати кілька різних типів аберацій одночасно. Усунення аберацій часто є дуже складною проблемою.
Дифракційні аберації усунути принципово неможливо і вони визначають теоретичну роздільну здатність оптичних приладів (наприклад, телескопів).